# Ismate y Chilapilla 1.ª Sección (San Antonio)
Ismate y Chilapilla 1.ª Sección (San Antonio) es una localidad del municipio de Centro ubicado en la subregión centro del estado mexicano de Tabasco.

## Geografía
La localidad de Ismate y Chilapilla 1.ª Sección (San Antonio) se sitúa en las coordenadas geográficas 17°57′36″N 92°39′05″O / 17.960000, -92.651389, a una elevación de 7 metros sobre el nivel del mar.

## Demografía
Según el Conteo de Población y Vivienda 2020, efectuado por el Instituto Nacional de Estadística y Geografía, la localidad de Ismate y Chilapilla 1.ª Sección (San Antonio) tiene 96 habitantes, de los cuales 49 son del sexo masculino y 47 del sexo femenino. Su tasa de fecundidad es de 1.92 hijos por mujer y tiene 451 viviendas particulares habitadas.
| Gráfica de evolución demográfica de Ismate y Chilapilla 1.ª Sección (San Antonio) entre 1980 y 2020 |
| |
| INEGI.                                                                                              |